# ISing.pl
iSing.pl – największa polska społeczność internetowa skupiająca miłośników śpiewania i karaoke. Serwis oferuje możliwość śpiewania piosenek w formie karaoke oraz oglądania wykonań internautów. Zarejestrowani użytkownicy otrzymują profil, możliwość nagrywania własnych wykonań oraz komentowania i oceniania innych. W serwisie znajduje się ponad 1 000 000 nagrań użytkowników.
Korzystanie z iSing jest darmowe, jednak serwis oferuje także dodatkowe, płatne usługi (pakiet iSing Plus).

## Opis serwisu
Serwis umożliwia śpiewanie i nagrywanie własnych wykonań do udostępnianych podkładów muzycznych. Autor nagrania może wybrać czy jego wykonanie ma być dostępne tylko dla niego, dla jego znajomych czy zostać opublikowane dla wszystkich. Publiczne nagrania mogą być słuchane i komentowane przez społeczność iSing. Takie nagrania biorą również udział w rankingach popularności w serwisie. 

### Podkłady muzyczne
iSing posiada własne, licencjonowane podkłady muzyczne przygotowywane na potrzeby serwisu. Każda udostępniana piosenka ma dwie wersje:
- Podkład z linią melodyczną - instrumentalną wersję utworu z melodią wokalu graną przez instrument,
- Podkład bez linii melodycznej - czystą wersję instrumentalną (dostępny tylko dla zarejestrowanych użytkowników).

Na dzień 24 listopada 2012 iSing posiadał 897 piosenek karaoke.

## Wydarzenia związane z serwisem
Serwis iSing zorganizował we współpracy z Telewizją Polską następujące wydarzenia:
- Bitwa na wykony[5] - konkurs powiązany z wydarzeniami programu Bitwa na głosy. Zorganizowano 2 edycje konkursu funkcjonujące przy pierwszej[6] oraz trzeciej edycji[7] programu. W konkursach uczestnicy mogli nagrywać własne wykonania utworów śpiewanych przez drużyny w Bitwie na głosy.
- Internetowe castingi do programu Szansa na sukces[8]. Obejmowały eliminację do sezonów jesień 2011 oraz wiosna 2012. W wyniku castingów wyłoniono 15 osób, które zostały zaproszone do udziału w programie.
- Konkurs pt. „Zaśpiewaj z Marylą" z okazji 48. Krajowego Festiwalu Piosenki Polskiej w Opolu[9].
- Internetowy Debiut Opole 2012[10] - Konkurs dla wokalistów zorganizowany z okazji 49. Krajowego Festiwalu Piosenki Polskiej w Opolu. Partnerem konkursu byli ponadto Polskie Radio Program III oraz Stowarzyszenie Artystów Wykonawców Utworów Muzycznych i Słowno-Muzycznych[11].

### Śpiewaj z gwiazdami
Seria konkursów pt. Śpiewaj z gwiazdami, w której zwycięzców wybierali popularni polscy wykonawcy. Każda edycja konkursu gościła innego wykonawcę, wśród których byli: PIN, Afromental, Ania Wyszkoni, Marika, Sidney Polak, Big Cyc, Łukasz Zagrobelny, Feel, IRA, Papa D, Video, Volver, Pectus, Sumptuastic, Renata Przemyk, Magda Wójcik, Varius Manx.